# ガンジス崇拝

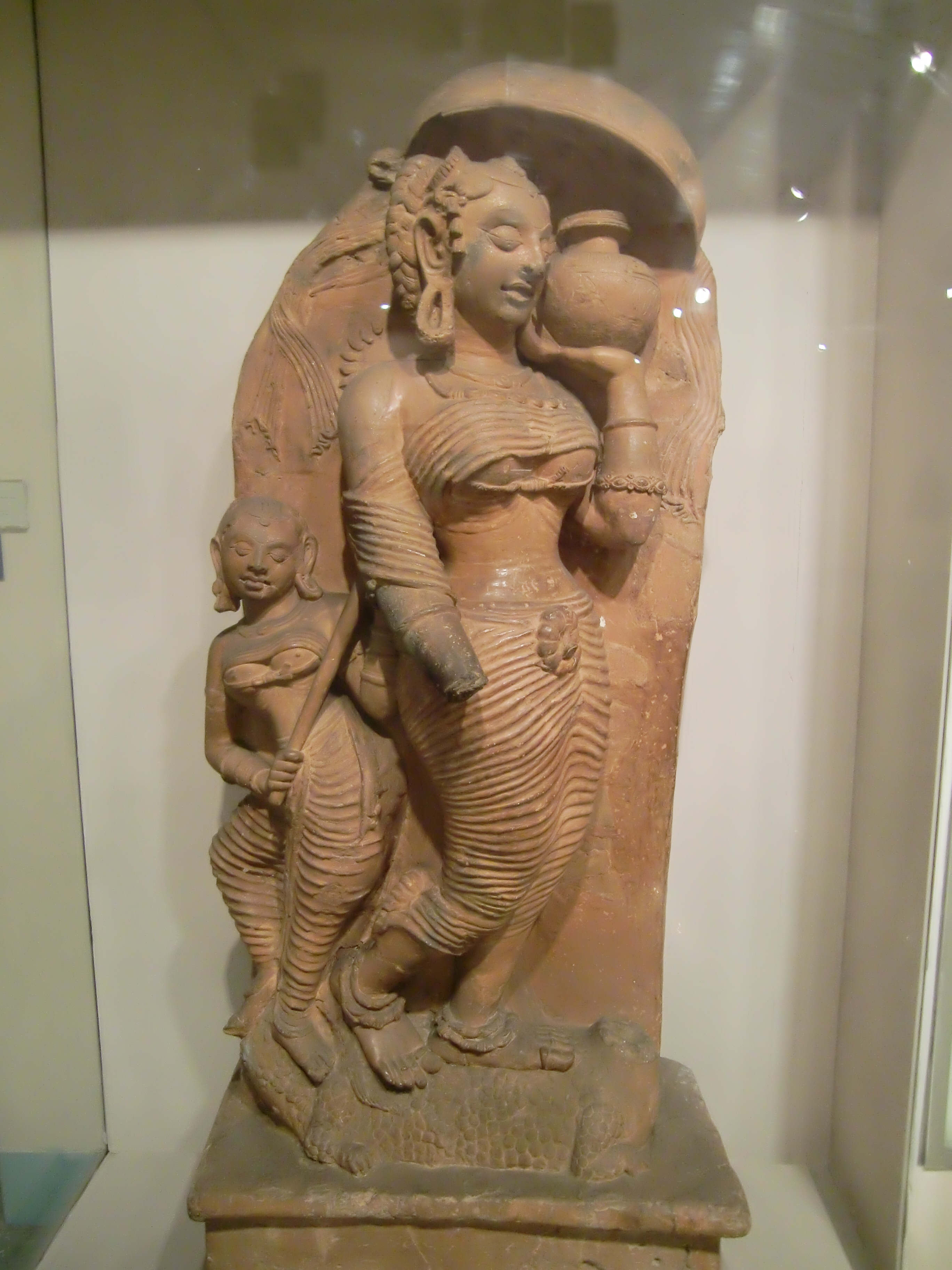
ワニ（クンビーラ）に乗ったガンガー女神。国立博物館 (ニューデリー)蔵

ガンジス崇拝（ガンジスすうはい）は、ガンジス川に対する崇拝。
インド北部を流れるガンジス川（現地ではガンガーと呼ぶ）は、川そのものが神格化され「母なるガンガー様」（Gangamataji）と呼ばれている。ガンガーを流れる水は「聖なる水」とされ、沐浴すればすべての罪を清め、死後の遺灰をガンガーに流せば輪廻からの解脱が得られると信じられている。ガンガー流域には多くの聖地が存在し、たくさんの巡礼が聖地を訪れガンガーの流れの中で沐浴している。

## 概要
バラモン教を信仰する遊牧民族であったアーリア人は、紀元前2000年頃北西インドに侵入した後、半農半牧の生活に移行し、徐々に東に領土を広げながら紀元前8-5世紀にガンガー中流域まで進出してきた。それ以来ガンガー流域の平原は豊かな農業と牧畜による生産力に支えられ、多数の人が住み経済や文化が発達した。4世紀から6世紀にかけてガンガー流域を支配したグプタ朝では、旧来のバラモン教に変わってシヴァやヴィシュヌなどの多数の新しい神々が台頭してヒンドゥー教が興った。ガンガー沿いの最も重要な聖地ワーラーナシー（日本ではベナレスとも呼ぶ）の中心にあってシヴァ神を祭るヴィシュワナート寺院はこの頃創建された。ヒンドゥー教徒は「穢れ」を忌み嫌うため、穢れを浄化するための儀式である沐浴が非常に重要である。神格化されたガンガーの聖なる水による沐浴は、ヒンドゥー教徒にとって非常に重要な儀式であり、ガンガーを目指す巡礼がインド各地からガンガー沿いの聖地を訪れる。

## ガンガー神話

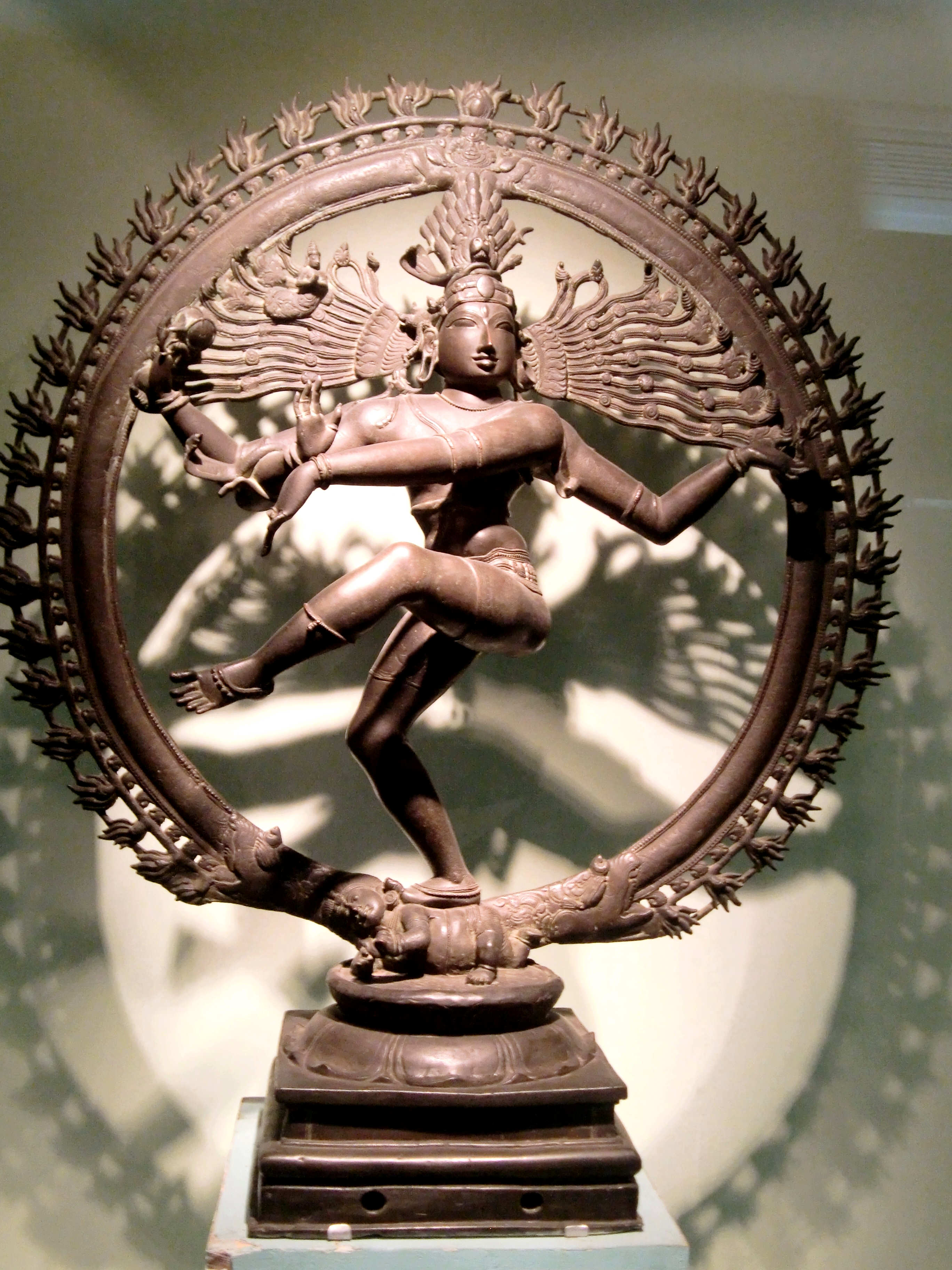
世界破壊の踊りNatrajaを踊るシヴァ神。向かって左側の髪の毛の中に合掌したガンガー女神がいる。国立博物館 (ニューデリー)蔵

インド神話の伝説の王サガラは、地上の悪魔を倒した後、勝利宣言を行うためアシュヴァメーダ（馬祠祭）をおこなう事にした。この馬と王子6万人と王妃が同伴して、世界を周る儀式を行っていたが、サプラ仙に火の儀式ヤジニャを成功されては困るインドラ神によって馬が盗まれ、深い瞑想を行っていたカピラ仙の寺院に馬はロープで縛り付けられた。
王子たちは、馬を探し回り、サプラ仙が馬を所有しているのを発見し、襲い掛かった所、カピラ仙の目が開き、王子達はカピラ仙に呪われ灰にされてしまった。帰りが遅いのを心配したサガラ王は、第一王妃の子アンシュマットを使いに出した。アンシュマットは灰になっている王子と、馬を発見し連れ帰り儀式は執り行われた。王子たちを弔うためのガンガーの聖水を降ろす修行は、サガラ王の子孫であるバギーラタが行った。
神話によると、始めはガンガーはヴィシュヌ神の足の指から流れ出て、天界にあるブラフマーの町の周囲を周っていた。賢者バギーラタは、誤ってカピラ仙の怒りにふれ焼き殺された祖先の霊を浄化するために必要なガンガーの聖水を地上にもたらそうと、ヒマラヤ山中で修業を積んだ。ガンガー女神はその願いを受け入れたが、天界から地上へ落下するガンガーの奔流を受け止められるのはシヴァ神のみであると伝えた。バギーラタはカイラス山に赴きシヴァ神に祈りを捧げ願いを聞き届けられた。シヴァ神は地上に落下するガンガーを豊かな髪で受け止めヒマラヤ山中に注いだ。バギーラタの先祖の遺灰はその水で浄化され、霊は天国へ昇ることができた。それ以来、ガンガーは聖なる川として地上の人々に恵みをもたらし続けているとされる。

## ガンガーのご利益
上記の神話にしたがって、ガンガーには大きく2種類のご利益があるとされる。ひとつは永遠に続くとされる輪廻からの解脱、もうひとつは清めまたは万能薬としての聖水である。

### 輪廻からの解脱
ガンガー沿いの聖地「ワーラーナシー」で死に、遺灰をガンガーに流すとただちに天国に昇れる。ヒンドゥー教の輪廻転生の考え方では輪廻は84万回（つまり無限に大きい）続くとされているが、ガンガーの力でこの輪廻から解脱できるとされる。そのため自分の死期が近いことを悟った老人がインド各地からワーラーナシーを訪れ、毎日祈りを続けながら静かに死を待っている光景が見られる。

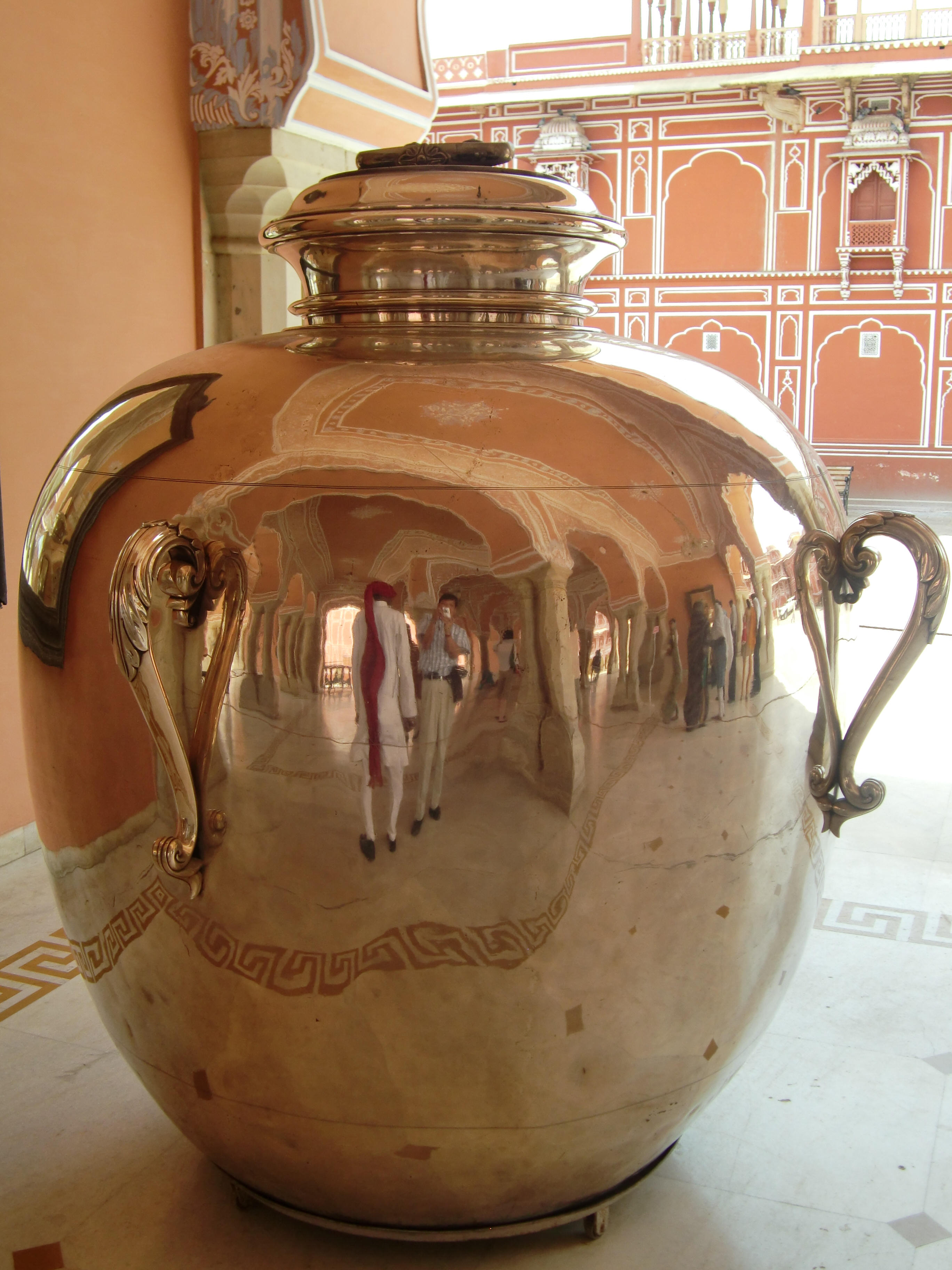
ガンガーの水を満たしてジャイプルのラージャのイギリス訪問に使用された銀製容器

### 聖水としての効果
ガンガーの聖なる水には大きな霊力があると信じられている。ガンガーの聖地で沐浴するとすべての罪は清められるとか、ガンガーの水を万能薬としてありがたがるとか、死に行く人の唇にガンガーの水を含ませると来世の幸福が約束されるなどである。そのためハリドワールやワーラーナシーなどの聖地では、毎日たくさんの巡礼が沐浴する姿が見られる。またこれらの聖地ではガンガーの水を故郷に持って帰るための真鍮製の容器（ジャリ）が売られている。特殊な例としてジャイプルのラージャ（藩王）が1902年にイギリスを訪問した際に「旅行中毎日ガンガーの水で沐浴する」ことを欲し、等身大の銀の容器を作成しこれにガンガーの水を満たして道中を運んだ。

## ガンガー沿いの聖地
ガンガー沿いにはいくつかの聖地があって、聖地の沐浴場（ガート）での沐浴はひときわ功徳が高いとして多くの巡礼を集めている。主な聖地を上流から順に上げる。
- ガンゴートリー氷河 - ヒマラヤの氷河の末端に当たり、ここからガンジスの流れが始まる。
- ガンゴートリー（英語版） - ガンジス河源流にある町。
- バドリーナート
- リシケーシュ（リシケシ、リシュケシュ） - ヨーガの古里として知られ、ヨーガ道場（アーシュラム）も多く存在する。ビートルズのメンバーも一時ここのアーシュラムに滞在した[14]。
- ハリドワール（ハルドワール）山中を流れてきたガンガーがインド平原へ出た場所にある。
- アラーハーバードガンガーが別の聖川であるヤムナー川と合流する地点にある。

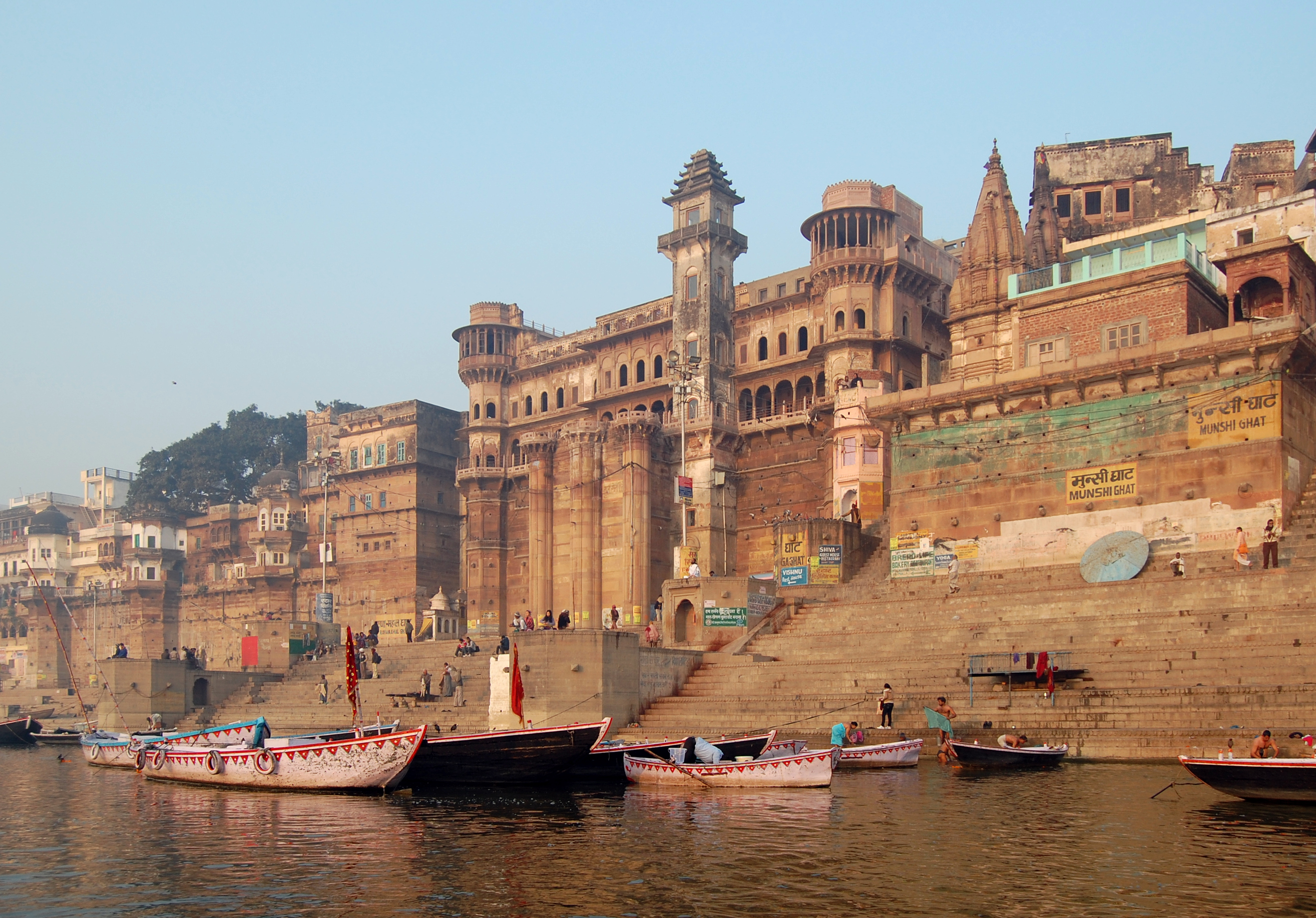
ワーラーナシーのムンシーガート

- ワーラーナシー（バラナシ、バナーラス、ベナレス） - ガンジス川左岸に位置するガンジス川最大の沐浴場。シヴァ神の聖都。